# 이슬찬
이슬찬(1993년 8월 15일 ~ )은 대한민국의 축구 선수이며 포지션은 수비수이다. 현 거제시민축구단에서 활약하고 있다.

## 축구인 경력

### 선수 경력
2012년 전남 드래곤즈의 유소년 팀인 광양제철고등학교를 졸업한 후 전남에 입단하였다. 하지만 3시즌 간 리그 8경기 출전에 그치며 많은 출전 기회를 잡지 못하였다. 2015년 4월 29일 전북과의 리그 8라운드 경기에서 프로 데뷔 4년 만에 처음으로 선발 출전하게 되었고 이 경기에서 이니뉴와 한교원을 봉쇄하여 팀의 승리에 공헌하였고 8라운드 베스트 11에 선정되었다.
2020시즌을 앞두고 K리그2의 대전 하나 시티즌으로 이적했다.

### 국가대표 경력
2015년 6월 신태용 감독이 이끄는 U-23 대표팀 친선 경기 명단에 이름을 올렸다. 이후 꾸준히 신태용호 명단에 이름을 올렸고, 2016년 6월 27일 발표된 리우 올림픽 출전 U-23 대표팀 최종 명단에도 포함되었다.